# Băbeni (Vâlcea megye)
Băbeni város Vâlcea megyében, Olténiában, Romániában.

## Fekvése
A megyeszékhelytől, Râmnicu Vâlceától, 18 km-re délre, Drăgășani városától 35 km-re északra, az Olt folyó partján helyezkedik el.

## Történelem
Első írásos említése 1491-ből való, amikor Barbu craiovai bán Băbeni falut a besztercei kolostornak adományozta.
Városi rangot 2002. június 12-én kapott.

## Népesség
A lakosság etnikai megoszlása a 2002-es népszámlálási adatok alapján:
- Román:  8977 lakos (94,74%)
- Magyar:  7 lakos (0,07%)
- Roma:  106 lakos (1,11%)
- Török:  2 lakos (0,02%)
- Olasz:  1 lakos (0,01%)
- Más:  382 lakos (4,03%)

## Látnivalók
- "Sf. Dimitrie" templom
- "Sf. Paraschieva"  templom
- Dragoș Vrânceanu emlékháza

## Gazdaság
A jelentősebb gazdasági ágazatok a településen: növénytermesztés, állattenyésztés, fafeldolgozás, kereskedelem, kőolaj kitermelés, fegyvergyártás. A fegyvergyár a román védelmi minisztérium és a NATO számára állít elő fegyvereket, lőszereket, harcászati eszközöket.